# Мороцука
Мороцука (яп. 諸塚村 Мороцука-сон) — село в Японии, находящееся в уезде Хигасиусуки префектуры Миядзаки. Площадь села составляет 187,59 км², население — 1782 человека (1 августа 2014), плотность населения — 9,50 чел./км².

## Географическое положение
Село расположено на острове Кюсю в префектуре Миядзаки региона Кюсю. С ним граничат посёлки Мисато, Хинокаге, Такатихо, Гокасе и село Сииба.

## Население
Население села составляет 1782 человека (1 августа 2014), а плотность — 9,50 чел./км². Изменение численности населения с 1980 по 2005 годы:
| 1980 | 3470 чел. |  |
| 1985 | 3212 чел. |  |
| 1990 | 2917 чел. |  |
| 1995 | 2687 чел. |  |
| 2000 | 2402 чел. |  |
| 2005 | 2119 чел. |  |

## Символика
Деревом села считается Quercus acutissima, цветком — Prunus jamasakura, птицей — Zosterops japonicus.